# Russell Ashenden
Russell Edward Ashenden (* 4. Februar 1961 in South Ockendon) ist ein ehemaliger englischer Fußballspieler.

## Karriere
Ashenden gehörte dem Nachwuchsbereich von Northampton Town an, als er im November 1978 von Trainer Mike Keen erstmals im Profiteam in der Football League Fourth Division aufgeboten wurde.  Auch unter Keens Nachfolger Clive Walker kam der in Abwehr und Mittelfeld variabel einsetzbare Ashenden  wiederholt für das Profiteam zum Einsatz, im Sommer 1980 erhielt er von Walker aber keinen Profivertrag angeboten und verließ den Klub nach insgesamt 22 Pflichtspieleinsätzen.
In der Folge soll er kurzzeitig bei den Wycombe Wanderers in der Isthmian League gewesen sein, Pflichtspieleinsätze sind dort aber nicht für ihn verzeichnet. Von 1980 bis 1982 war er für AP Leamington in der fünftklassigen Alliance Premier League aktiv und erzielte für den Klub bis zum Abstieg 1982 in 59 Ligaeinsätzen vier Tore. Anschließend setzte er seine Laufbahn im Non-League football um Northampton fort, spielte unter anderem für Corby Town, Buckingham Town, Rushden Town, Raunds Town und Daventry Town. Seinen Lebensunterhalt verdiente er als Verkäufer.